# チュウゴクグリ
チュウゴクグリ（中国栗）は、中国で栽培され日本に輸入されているシナグリの俗称。中国では板栗と呼ばれている。日本では広東栗または広東甘栗と呼ばれている。
主に夜店や祭りなどで焼き栗として販売されているが、時々これらとは種を異なる栗を広東甘栗と称している場合がある。
中国大陸を原産とする種にはこの他にヘンリーグリ、モンパーングリが有るがシナグリと種を異とする。